# Padányi Schola Catholica
A Veszprém belvárosában fekvő Padányi Katolikus Iskola "historia domus"-a több elődintézmény történeti áttekintését jelenti, három korszakban:
1. Egyházi (Ranolder)
2. Állami (több intézmény)
3. Egyházi (Padányi).

## Irgalmas Nővérek Veszprémi Ranolder Intézete (1854–1951)
Dr. Ranolder János (1806-1875) veszprémi püspök munkásságának jelentős gyümölcse hazánk leánynevelő Ranolder-intézetei a jó családanyák nevelésére. Első, Veszprémben alapítandó leánynevelő intézetét az "irgalmas nénék"-re kívánta bízni.
Az irgalmas nővérek hivatalos neve: Depaul Szent Vince Szeretet Leányainak Társulata (Societas Filiarum Caritatis Sancti Vincentii a Paulo). A magyar nép körében elterjedt elnevezésük: "vincés nővérek", "irgalmas nővérek", különösen régies az "irgalmas nénék" és a "szürke nénék" kifejezések. A társulatot 1633-ban hozta létre Depaul Szent Vince (1581-1660) és Louise de Marillac (1591-1660). A magyar tartomány jelenlegi székhelye: Budapest, a Ménesi út 27.

### Alapítás
1850 körül Ranolder levélben irgalmas nővéreket kért Josefa Leopoldine Brandis (1815-1900) grazi tartományfőnöknőtől nevelő-oktató munka és kórházi ápolás céljaira - szerződéskötés lett belőle.
Az alapításra, fenntartásra 85 000 forint állt rendelkezésére. A püspök megvásárolta Ferenczi polgármester Petőfi utca 48. sz. alatti házát (ma is látható az Óváros téren).
1854. augusztus 12-én tizenkét grazi nővér érkezett Veszprémbe, lelkes fogadtatásban volt részük. Ranolder latinul írt latin és magyar nyelven írt alapítólevele 1854. augusztus 15-én kelt, a nővérek betelepítéséről levélben értesítette Albrecht főherceget, a helytartótanácsot, gróf Thun Leo kultuszminisztert és Bécsben Alexander Bach bárót.
Októberben megkezdődött a tanítás a négy évfolyamos elemi leány- és két kézimunka osztályban.
Az első igazgató - lelki vezető - Pribék István (1814-1898) felszentelt püspök volt. A hitoktatással Ranolder a veszprémi karkáplánokat bízta meg, akik ezt a hivatásukat egészen 1898-ig gyakorolták.

### Felvirágzás - boldog békeidők
1856-ban az elemi leányiskola 6 évfolyamosra bővült.
1861-ben megnyílt az internátus az árva, vidéki leánykáknak.
A sikeres zárdaiskola szűkös lett, ezért Ranolder 1870-72 között a Szent Anna-téren építtetett romantikus főhomlokzatú új iskolaházat, kerttel és udvarral. Ez lett a végleges épület, 1872. szeptember 8-án szentelte fel Pribék püspök. A régi zárdaépületet eladták, árát az új felszerelésére fordították. 1886-ban a zárdaépület özv. Somogyi Lászlóné sz. Pémüller Terézia magánadományából nyugati irányban tovább bővült telekkel és a rajta lévő házzal - ennek fejében az Intézet kápolnájában kezdetét vette a rendszeres szombat délutáni litánia.
A túlzsúfoltság ismét fokozódott, az elemi iskolában egy-egy osztály létszáma a százat kezdte megközelíteni..., ezért 1891-ben br. Hornig Károly (1840-1917) bíboros, veszprémi püspök saját költségén a Virág-utcában új épületet emeltetett, amelyet 1892-ben szentelt fel Palotai Ferenc prépost-kanonok. Itt kapott helyet a Hornig által 1892-ben alapított Püspöki Kisdedóvó (1948-ig működött), melyben 1913-ig világi óvónő nevelte az óvodásokat.
1896-ban nyilvánossági engedélyt kapott a 4 évfolyamos polgári leányiskola (1948-ig működött), mely az időközben 8 évfolyamos elemi leányiskola felső évfolyamai helyébe lépett.
1904-ben ünnepelték az Intézet 50 éves jubileumát.
1905-ben Hornig bíboros bőkezűségéből a zárda ismét három teremmel, illetve szobával bővült.

### I. világháború
1914-1916 között katonai kórház működött az Intézetben ("sebesültek tartalékkórháza"). A növendékek kézimunka-órákon meleg ruhákat kötöttek a frontra induló katonáknak.

### A két világháború között
Az 1919-es Tanácsköztársaság, a gazdasági válság károkat okozott. Az intézet 1918-tól nem tudott Értesítőket kiadni, a következő az 1926/27. tanévi Értesítő .
A húszas években a növekvő polgári osztályokat párhuzamosították, kevés lett a hely: számukra 1929-ben felépült az új, egyszintes iskolaház a Szeglethy utca 6. száma alatt, 1930. január 12-én szentelte fel Dr. Rott Nándor (1869-1939) veszprémi püspök.
Az 1933/34. tanévben megnyitották a 3 éves nőipariskolát (1948-ig működött), melynek elhelyezésére 1936-ban emeletet húztak a polgári épületére.
1938-ban az internátus kapott emeleti szintet (ezt a belső udvari szárnyépületet 2006-ban le kellett bontani).
Az 1941/42. tanévben indították az egyéves gyorsíró és gépíró iskolát, amely állami vizsgát biztosított (1950-ig működött).
1944-re készült el az iskolaudvaron álló tornatermi épület tantermekkel és külön földalatti óvóhellyel; a lelátó ablakos tornaterem egyúttal díszterem is, színpaddal (az épületet süllyedés miatt 1998-ban le kellett bontani).

### A II. világháború
1945-ben, a polgári leányiskola kifutó megszüntetése mellett, megszervezték - csak leányoknak - a 8 évfolyamos általános iskolát (1948-ig működött).
1944. október 28-tól 1945. április 22-ig a tanítás szünetelt.
Az épületet
- 1944. nov. 5 - dec. 5. között a Besztercei Csapatkórház,
- 1944. dec. 15 -1945. márc. 20. között a 7. számú Tábori Kórház sebészeti osztálya használta. Az ápolásban a vöröskeresztesek mellett az irgalmas nővérek is végig helytálltak. Az iskola épületét bombatalálat nem érte, viszont az irattár és a berendezés nagyrészt elpusztult. Márciusban titokban hét katonát temettek el a zárdakertben, 1975-ben egy építkezés során exhumálták őket.

### Államosítás
A kommunista diktatúra vezetői 1948-ban megszüntették a felekezeti iskolákat hazánkban.
A Ranolder-intézet államosításának
első szakasza 1948. augusztus 15-én történt: az ingatlanokat megosztották a létesítendő állami iskolák és a nővérek között.
Államosítási Kimutatás az Irgalmas Nővérek Veszprémi Ranolder Intézetében (1948)
1950 nyarán az irgalmas nővérek elmentek.
A második, végső szakaszban, a Közoktatási Minisztérium 1951. augusztus 29-én kelt, a veszprémi irgalmas nővérek iskolájának államosítása ügyében hozott, 1215-212-1/1951. sz. Véghatározata az iskola teljes ingatlan és ingó vagyonát, mint közművelődési célvagyont, az 1948:XXXIII. tc. 3. § (1) bekezdés alapján állami tulajdonba átvette.

## Állami iskolák (1948–1991)
Az 1948-as államosítással az 1872–1941 között épült iskolaépület-rendszerbe felosztással több intézmény került, melyek egymás mellett működtek.

### Béke téri általános iskola
A Béke téri (volt Szent Anna-téri) épületben 1948-ban létrejött a II. sz. Állami Általános Leányiskola, részben az irgalmas nővérek 1945-ben szervezett 8 évf. ált. iskoláját vette át. 1963-tól 3. sz. Általános Iskola, 1989-1991 között Zrínyi Ilona Általános Iskola néven működött. Az 1950-es években orosz tagozatos mintaiskolaként működött. Az intézmény csak 1963-tól lett koedukált. Az 1980-as években iskolaotthonos rendszerben oktattak-neveltek. Az iskola 1979-ben 125 éves jubileumot ünnepelt, ekkor született meg a hajdani Ranolder-intézet első mélyreható iskolatörténeti feldolgozása (Endrédi Lajosné tanárnő munkája). 1991-ben a fenntartó veszprémi önkormányzat a Zrínyi-iskolát utód nélkül megszüntette, s a Ranolder téri (volt Béke téri) iskolaépületet új iskola létrehozása céljára a Veszprémi Egyházmegyének átengedte.

### Vegyipari Gimnázium
A volt Ranolder-intézet Szeglethy utcai nőipariskolája az 1948/49. tanévben Állami Nőipariskola néven működött, majd az 1949/50. tanévben felváltotta a 17. sz. Ipari Gimnázium Vegyipari Tagozata (a BME 1949-ben idetelepült Vegyészmérnöki Karának utánpótlására). Az intézmény 1950 nyarán Vegyipari és Építőipari Gimnázium néven székhelyet cserélt a Vorosilov utcai (volt Ranolder utca, ma: Iskola utca) Pedagógiai Gimnáziummal.

### Állami Tanítónő- és Óvónőképző
Az 1950-ben a Szeglethy utcai épületbe költöztetett Pedagógiai Gimnázium, mint Állami Tanítónőképző kezdte meg működését, saját gyakorlóiskolával (általános iskola 1-4. évfolyamai).
Az 1954/55. tanévtől profilváltásként óvónőképzős osztályokat indítottak. 1957-től Állami Óvónőképző néven, az idetelepült Általános Leánygimnáziummal (későbbi "Kállai") közös igazgatás alatt működött, majd - kifutó jelleggel - 1959-ben utód nélkül megszűnt.

### Kállai Éva Középiskola
1957-ben a veszprémi Várból az Általános Leánygimnázium átköltözött a Szeglethy utcai épületbe az itt lévő Állami Óvónőképző mellé. 1959-ben felvette Kállai Éva nevét (1992-ig). 1978-ig csak leányok tanultak.
1957-1989 között gimnáziumi (humán, reál, majd orosz, francia tagozat), 1964-1968 között kereskedelmi szakközépiskolai, 1968-1995 között egészségügyi szakközépiskolai, 1975-től pedig szakiskolai képzés, valamint munka melletti esti tagozatos képzés is folyt.
1960-1990 között az intézmény keretei között, de önálló iskolaként itt működött a 4 évfolyamos Dolgozók Faipari Szakközépiskolája is.
1989 nyarán a gimnáziumi profil áttelepült az új alapítású Vetési Albert Gimnáziumba.
1992-től az egészségügyi szakképzés tiszta profilja megszűnt, mert Veszprémi Egészségügyi Szakközépiskola, Szakiskola és Gimnázium néven vegyes fenntartású lett az iskola: a veszprémi önkormányzat és a Veszprémi Egyházmegye közötti megállapodás alapján egy gimnáziumi és egy egészségügyi szakközépiskolai osztállyal katolikus tagozatot indított. 1995. július 1-jével az iskola épületének tulajdonjoga és fenntartási jogköre átszállt a Veszprémi Főegyházmegyére.

### Középiskolai leánykollégium
1950-ben - a Pedagógiai Gimnáziummal együtt - az állami internátus átköltözött a Szabó Gáspár utcai (volt Virág utca) épületbe. III. sz. Leánydiákotthon néven tanítónőképzősök, a Lovassy Gimnázium és a Közgazdasági Technikum mezőgazdasági- és ipari tagozatos leánynövendékeinek otthona lett. 1959-ben felvette Szabó Gáspár nevét, 1961-ben diákotthonból kollégiummá avatták. 1975-ben elköltöztették az új, Stadion utcai épületbe, s helyiségeit átengedte a szomszédos közép- és általános iskolának.

### Óvoda
A hajdani Püspöki Kisdedóvó állami utódaként, 1985-ig a Virág Benedek utcai épületben működött két teremben, külön játszóudvarral.

## Padányi Schola Catholica (1991-től)
Az intézmény hivatalos neve húszéves története során többször változott, ezért szokássá vált az iskolacímerben olvasható "Padányi Schola Catholica" nevet, vagy egyszerűen a "Padányi" használni.

### Alapítás és kezdetek
1990 őszén, a rendszerváltást követően minden veszprémi plébánosban megfogalmazódott az egyházi fenntartású katolikus iskola igénye. 1991. január végén, Veszprém öt plébániája együttműködésével, a városban megalakult a Veszprémi Katolikus Iskolabizottság a katolikus iskolát igénylő szülők képviseletére. Fő célja egy önkormányzati tulajdonú, katolikus szellemiségű általános iskola létrehozása volt. A városbéli szülők körében felmérést végzett egy katolikus szellemű általános iskola indításával kapcsolatosan: február 17-ig 334 szándéknyilatkozat gyűlt össze. A veszprémi önkormányzat a felmérési eredmények ismeretében támogatta egy 1991. szeptember 1-jén induló katolikus általános iskola létesítését; végül a közgyűlés március 11-i határozata alapján kimondta: a Zrínyi Ilona Általános Iskolát 1991. július 15-i hatállyal megszüntetik és azt átadják a római katolikus egyház használatára.
Az új intézményt a Veszprémi Katolikus Iskolabizottság dr. Varga István atya helyi egyháztörténeti ismeretei alapján, Veress József tanár úr támogatásával Padányi Biró Márton (1696-1762) veszprémi püspökről nevezte el: Padányi Biró Márton Római Katolikus Általános Iskola. Első igazgatója, Veress József, a névválasztásról írta: "A Padányi Biró Márton nevének felvétele azt is jelenti, hogy nem teljesen ott akarjuk folytatni, ahol negyvenhárom éve a Ranolder Intézettel félbeszakadt - ...Biró Márton neve segít egy új hagyományt teremteni". Az intézmény Alapító Okiratát Dr. Szendi József veszprémi püspök írta alá 1991. június 29-én.
Veszprém első katolikus iskolájának 16 tantermes épületében az 1991/92. tanévben 408 tanuló folytatta tanulmányait és 31 pedagógus tanított és nevelt.

### "Kis Padányi - Nagy Padányi"
Az 1992/93. tanévtől - a fentebb írtak szerint - a szomszédságban működő Veszprémi Egészségügyi Szakközépiskola és Szakiskolában római katolikus tagozatot indítottak két tanulócsoporttal (gimnáziumi és egészségügyi szakközépiskolai osztály). Az intézmény önkormányzati fenntartású mindaddig, míg a katolikus osztályok aránya el nem éri az önkormányzatiak arányát, de legkésőbb 1995 nyaráig; ekkor ugyanis az Önkormányzat átadja a Veszprémi Püspökség fenntartásába azzal, hogy az ápolói képzés megmarad.
A Veszprémi Érsekség a létesítendő új középiskola igazgatását a Magyarországi Piarista Rend tanárára kívánta bízni, erről megállapodás is született 1995. június 27-én. Az új iskola így új küldetést is kapott: Veszprémben az 1711-ben alapított, volt Kegyesrendi Gimnázium szellemi utódaként működjön.
1995. július 1. hatállyal a Szeglethy u. 6. szám alatti önkormányzati tulajdonú iskolaépület egyházi tulajdonba került, az új intézmény neve: Padányi Biró Márton Római Katolikus Gimnázium, Egészségügyi Szakközépiskola és Szakiskola, első igazgatója - és lelkivezetője is - Görbe László Sch. P. Az Alapító Okirat kelte 1995. augusztus 6., Dr. Szendi József veszprémi érsek aláírásával.
Az 1995/96-os tanévben így két Padányi püspökről elnevezett egyházi iskola működött Veszprémben, egymás szomszédságában, melyeket a köznyelv "kis Padányi" és "nagy Padányi" néven emlegetett.
A középiskolában, szülői igények után, Görbe igazgató atya kezdeményezte egy újfajta képzéstípus: a nyolc évfolyamos gimnázium bevezetését felmenő rendszerben.

### Egyesítés és kibontakozó fejlődés napjainkig
1996 nyarán a két Padányit egyesítették, az épületeket egybenyitották. Az eseményt örökíti meg az Alapító Okirat 1996. május 20-i módosítása, mely szerint 1996. július 1-jével a "kis-Padányi" jogutóda a "nagy-Padányi". Az új intézménynév: Padányi Biró Márton Római Katolikus Gimnázium, Egészségügyi Szakközépiskola, Szakiskola és Általános Iskola. Az intézmény iskolacímere ekkor nyerte el mai képét, melyben az 1854 - 1991 - 1996 sarkalatos évszámok szerepelnek.
Egy olyan oktatási-nevelési intézménykomplexum jött létre, amely új gondolkodásmódot, munkamódszert, ügymeneti rendszert kívánt meg. Megkezdődött a nyolc évfolyamos gimnáziumi oktatás kiépítése. Ettől kezdve iskolánk igen összetett képzési rendszerrel bírt: általános iskola, nyolc évfolyamos gimnázium, négy évfolyamos gimnázium, egészségügyi szakközépiskola, érettségire épülő egészségügyi felnőtt képzések, dolgozók esti gimnáziuma.
Az egyes tanévek nevezetesebb történéseit, statisztikáját, beszámolóit 1996-tól iskolai Évkönyvek ismertetik.
1998-tól az Intézmény új igazgatója, egyben lelki vezetője Borián Tibor Sch. P. atya, a budapesti Piarista Gimnázium igazgatója, egészen 2006 nyaráig.
1998-tól a négy évfolyamos középiskolában háromféle gimnáziumi osztály indult felmenő rendszerben: humán, reál, egészségügyi orientációs, a nyolc évfolyamos gimnáziumban pedig sportorientációs (csak 3 tanévben) és általános tantervű osztályt indult. Az alap/középfokú képzésen kívül sikeres OKJ-képzést is folytat az iskola esti/levelező, illetve iskolarendszeren kívüli oktatásban, akkreditált felnőttképző intézményként.
Az iskola 2004 októberében 150 éves jubileumot ünnepelt hatalmas sikerrel, és 400 oldalas jubileumi évkönyvet adott ki ezer példányban.
A Padányit 2006 óta világi igazgató vezeti, lelki igazgató Takáts István atya.
Az intézmény 2010-ben az "Ökoiskola", 2011-ben a "Regisztrált Tehetségpont" címet, később a "Kiváló Tehetségpont" nyerte el.
2012 nyarán - fenntartói döntés alapján - a Padányit átszervezték: az intézmény része lett a Tótvázsonyi Általános Iskola, mint a Padányi Katolikus Gyakorlóiskola Tótvázsonyi Tagiskolája.
2014-től az iskolában ÖSD Vizsgaközpont működik.

### Gyakorlóiskola
A tanárképzés szolgálatában, a Padányi 1998 óta a Veszprémi Érseki Hittudományi Főiskola gyakorlóiskolájaként működik, Alapító Okiratát 1998. december 16-án módosították, az iskola új neve: Padányi Biró Márton Római Katolikus Gimnázium, Egészségügyi Szakközépiskola, Szakiskola és Általános Iskola, a Veszprémi Érseki Hittudományi Főiskola Gyakorlóiskolája, hivatalos rövidített neve: Padányi Katolikus Gyakorlóiskola.
Az intézmény mentortanárai a kispapok, hittanárjelöltek gyakorlótanításán kívül, a Pannon Egyetemről és más felsőfokú intézményektől is fogadnak gyakorlatra tanárjelölt hallgatókat.
Az intézmény gyakorlóiskolai státusza 2014. nyarán megszűnt, az iskola hivatalos neve 2016. októberig: Padányi Biró Márton Római Katolikus Gimnázium, Egészségügyi Szakközépiskola és Általános Iskola; 2016. októbertől: Padányi Biró Márton Római Katolikus Gimnázium, Szakgimnázium és Általános Iskola. Az intézmény 2014-től  érvényes,  hivatalos rövidített neve: Padányi Katolikus Iskola.

### Alapítványok
Az iskola tehetséges tanulói támogatására 2004-ben létrejött a Padányi Talentum Alapítvány (jelenleg megszűnőben), 2008-ban pedig a korszerűbb Padányi Schola Alapítvány.